# Euphyia congener
Euphyia congener är en fjärilsart som beskrevs av W. Warren 1901. Euphyia congener ingår i släktet Euphyia och familjen mätare. Inga underarter finns listade i Catalogue of Life.